# هارولد موکودی
هارولد موکودی (انگلیسی: Harold Moukoudi؛ زادهٔ ۲۷ نوامبر ۱۹۹۷) بازیکن فوتبال اهل فرانسه است.
از باشگاه‌هایی که در آن بازی کرده‌است می‌توان به باشگاه فوتبال لو آور اشاره کرد.
وی همچنین در تیم‌های ملی فوتبال  زیر ۱۷ سال فرانسه، زیر ۱۸ سال فرانسه، زیر ۲۰ سال فرانسه، و کامرون بازی کرده‌است.